# Troglohyphantes pugnax
Troglohyphantes pugnax is een spinnensoort in de taxonomische indeling van de hangmatspinnen (Linyphiidae).
Het dier behoort tot het geslacht Troglohyphantes. Het leeft in grotten en heeft geen ogen. De typelocatie bevindt zich nabij Stolac (Herzegovina-Neretva). De wetenschappelijke naam van de soort werd voor het eerst geldig gepubliceerd in 1978 door Christa L. Deeleman-Reinhold.